# The Midnight Beast
 (août 2012).
Si vous disposez d'ouvrages ou d'articles de référence ou si vous connaissez des sites web de qualité traitant du thème abordé ici, merci de compléter l'article en donnant les références utiles à sa vérifiabilité et en les liant à la section « Notes et références ».

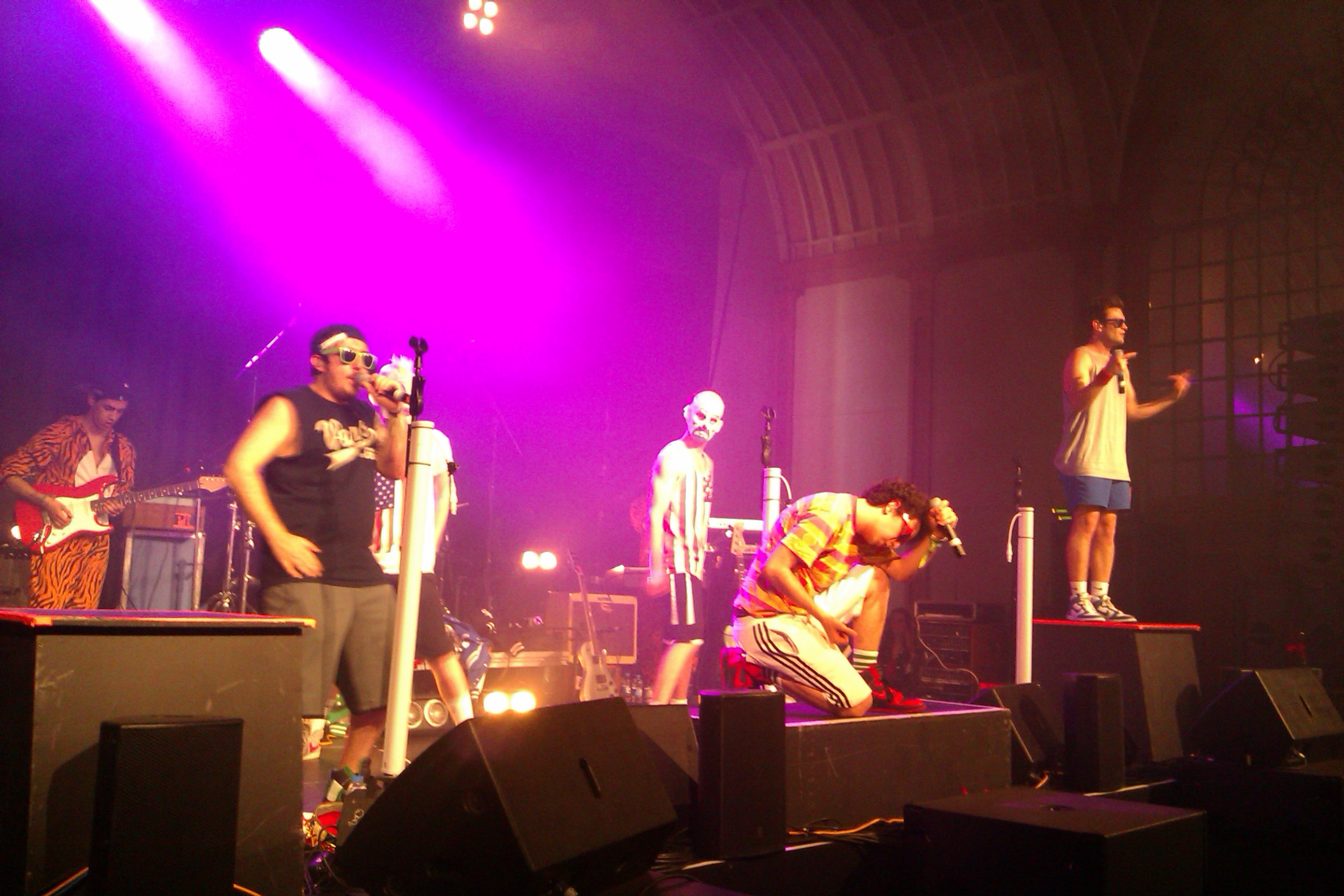
The Midnight Beast sur scène au Brighton Corn Exchange (2013)(de gauche à droite) Dru Wakely, Stefan Abingdon, Ashley Horne

The Midnight Beast est un groupe de musique formé de Stefan Abingdon, Ashley Horne et Dru Wakely.

## Carrière musicale
Ils ont commencé à se faire connaitre en 2009 sur Youtube, d'abord avec la parodie de Tik-Tok de Ke$ha, puis d'autres.
Ils ont sortit un EP en 2010 s’intitulant Booty Call EP, au style mélangeant funk inventive, rap et rock.
Le 13 août 2011, le groupe  sort l'album The Midnight Beats"".

## Livre
Le 27 octobre 2011 les TMB sortent un livre semi-autobiographique, Book at Us Now, comprenant des entrevues avec les membres du groupe, l'histoire de The Midnight Beast, ainsi que des expositions sur les vidéos du groupe et de leurs chansons.

## Sitcom
En 2011 est annoncée la sortie de leur sitcom The Midnight Beats. Sa diffusion commence en 2012 sur la chaîne E4. Elle raconte les tentatives de leur groupe pour devenir des musiciens à succès. La série comprend 6 épisodes.

## Controverses
Le groupe a suscité la controverse à cause de paroles incitant à faire l'amour non protégé.